# Tvrdkov
Tvrdkov (in tedesco Pürkau) è un comune della Repubblica Ceca facente parte del distretto di Bruntál, nella regione della Moravia-Slesia. Il comune registra 222 abitanti al 2010